# Beinn Laoigh
Beinn Laoigh (engelska: Ben Lui) är ett berg i Storbritannien.   Det ligger i kommunen Stirling och riksdelen Skottland, i den nordvästra delen av landet, 600 km nordväst om huvudstaden London. Toppen på Beinn Laoigh är 1 130 meter över havet.
Terrängen runt Beinn Laoigh är huvudsakligen kuperad.Runt Beinn Laoigh är det mycket glesbefolkat, med 4 invånare per kvadratkilometer. Närmaste större samhälle är Dalmally, 10,0 km väster om Beinn Laoigh. Trakten runt Beinn Laoigh består i huvudsak av gräsmarker.